# Tichborne Dole

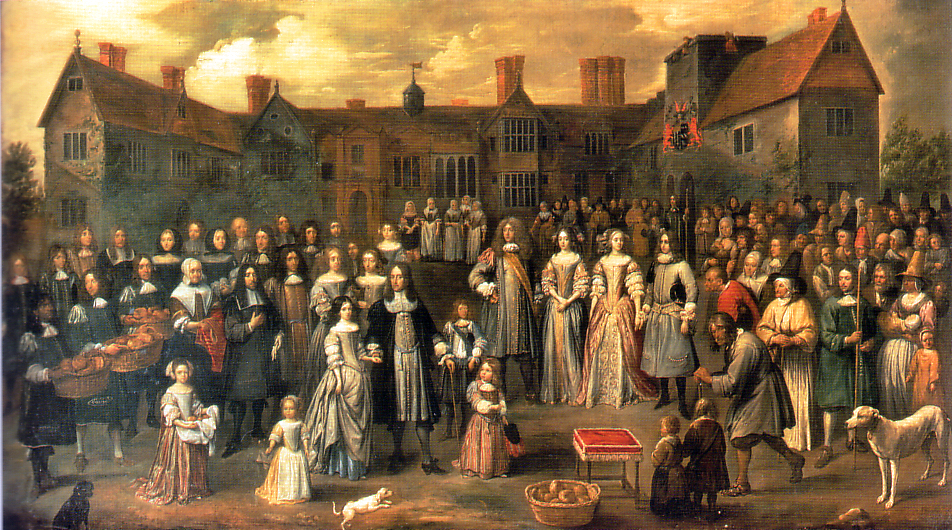
El "Tichborne Dole".

El Subsidio Tichborne (Tichborne Dole) es un festival internacional tradicional inglés de caridad el cual es celebrado en el pueblo de Tichborne, Hampshire, durante el Banquete de la Anunciación. El festival se centra en entregar donaciones de harina, bendecida por el párroco local, proveniente del frente de la Casa Tichborne.
El festival data del siglo XII (aproximadamente de 1150) y fue iniciado por Lady Mabella Tichborne quien, en su lecho de muerte, ordenó que cada año se hiciera una donación de la producción de la granja a los pobres. Hoy en día, las políticas del subsidio estipulan que los ancianos de la parroquia de Tichborne y Cheriton tienen derecho a reclamar 1 galón de harina, y los niños medio galón cada uno.

## Las Arrastradas
De acuerdo con la tradición local, el esposo de Lady Tichborne, Sir Roger Tichborne, no aprobaba su organización de beneficencia pero estuvo de acuerdo en apoyarla con la condición de que el Subsidio consistiera únicamente de los productos provenientes del terreno que ella fuera capas de abarcar mientras cargaba una antorcha en llamas en su mano. Se dice que Lady Tichborne, quien estaba delicada de salud, se arrastró exitosamente por un terreno de 23 acres (93 077,69766 m²) antes de que la antorcha se apagara. El terreno que, según se dice, ella logró recorrer es conocido localmente como the Crawls (las Arrastradas).

## La Maldición
La historia del Subsidio dice que Lady Tichborne lanzó una maldición para asegurarse que su obra nunca fuera abandonada. De acuerdo con la maldición, si el Subsidio fuera detenido, la familia Tichborne tendría siete hijos, luego siete hijas, que conducirían a la pérdida del nombre de la familia y a la destrucción de la casa.
El Subsidio continuó desde la muerte de Lady Tichborne hasta 1796, cuando los disturbios, durante la distribución de Subsidio causaron que los oficiales locales ordenaran suspenderlo. El "Baronet" (rango de nobleza inglés) de ese tiempo, Sir Henry Tichborne, 8.º Bart (corto para Baronet), era el más grande de los siete hijos. Tuvo siete hijas pero ningún barón. De cualquier forma, su hermano Edward sí tuvo un hijo, Henry, que nació en 1829 pero murió en 1836 a la edad de seis años. En este punto, temiendo que la maldición se cumpliera, el Subsidio fue restaurado. Edward se convirtió en el 9.º Baronet, pero no tuvo hijos. Otro de los siete hermanos, James, se convirtió en el 10.º Baronet. Tuvo dos hijos, Roger, quien nació en 1829 (antes de que el Subsidio fuera restaurado) y Alfred, que nació en 1839 (después de la restauración del Subsidio). Roger naufragó y se perdió en el océano (1854) y Alfred eventualmente se convirtió en el 11.º Baronet cuando falleció su padre en 1862. Sir Alfred murió en 1866 dejando a su esposa embarazada de un varón, Sir Henry Doughty-Tichborne, el 12.º Bart.
El Subsidio y la maldición prepararon el terreno para el infame juicio "Tichborne Claimant" del siglo XIX.
Los Siete Hijos
- Sir Henry Joseph Tichborne, 8.º Bt (1779-1845)
- Capt Benjamin Edward Tichborne, EICS (1780-1810 en China)
- Sir Edward Tichborne-Doughty, 9.º Bt (1782-1853)
- Sir James Francis Tichborne, 10.º Bt (1784-1862)
- John Michael Tichborne (1788-1806) Murió en Vellore, cerca de Madras, India
- George Tichborne (1789-1802)
- Roger Robert Tichborne (1792-1849) casado con Rebecca Nunez, problema para tener varones.

Las Siete Hijas de Sir Henry Tichborne, 8.º Bt y Anne (hija de Sir Thomas Burke, 1er Bt)
- Eliza Anne Tichborne, casada con el 11.º Baron Dormer
- Frances Catherine Tichborne, casada con el 11.º Baron Arundell de Wardour (3.ª esposa, casada en 1829, murió en 1836)
- Julia Tichborne, casada primero con (1830) Charles Talbot, después con Washington Hibbert
- Mary Tichborne, murió en 1827
- Catherine Caroline Tichborne, casada con William Greenwood
- Lucy Ellen Tichborne, casada con Colonel John Towneley
- Emily Blanche Tichborne, casada primero con John Bennett, después con Matthew Higgins

## Medios de Comunicación
El Subsidio fue el tema de una película muda de 1926 escrita por George Banfield y dirigida por Hugh Croise, y de una pintura de 1671; llamada "The Tichborne Dole" por Gillis van Tilborch.